# 双四角錐反柱
双四角錐反柱（そうしかくすいはんちゅう、Gyroelongated square dipyramid）またはデルタ十六面体（デルタじゅうろくめんたい、Sixteen-faced deltahedron）とは、デルタ多面体の一種であり、反四角柱の2つの底面にそれぞれ正四角錐をつけた形である。17番目のジョンソンの立体でもある。

## 関連図形
| 正四角錐反柱 （正四角錐を1つ取り除く） | 正八面体 （正反四角柱を取り除く）                      | 双四角錐柱 （45°ねじる） |
| 正二十面体 （角錐の角の数を増やす）    | 三側錐三角柱 （角錐部の隣り合う正三角形2枚を取り除く） |                          |